# Etnofarmacologia
Etnofarmacologia é a ciência que estuda o conhecimento popular sobre fármacos, de determinado grupo étnico o social, relacionado a sistemas tradicionais de medicina. O método etnofarmacológico investiga as possibilidades e hipóteses referentes aos conhecimentos tradicionais, buscando empiricamente o que provoca os efeitos dos "fármacos tradicionais".
Uma das principais aplicações desta interdisciplina tem sido a descoberta de novos fármacos. Sobre esta possibilidade Albuquerque e Hanazaki   destacam a necessidade  de aperfeiçoamento nos estudos realizados nessa área quanto a precisão das informações etnográficas; descrição dos métodos usados incluindo referencial teórico; inclusão de informações sobre o diagnóstico de doenças e práticas relativas ao uso médico específico da planta pesquisada e atenção às informações sobre a proteção e os direitos de povos indígenas ou governo local ressaltado que tais itens a observar inclusive foram recomendações presentes em editorial do  Journal of Ethnopharmacology, um dos mais importantes periódicos na área.